# Mackinlaya schlechteri
Mackinlaya schlechteri är en araliaväxtart som först beskrevs av Hermann Harms, och fick sitt nu gällande namn av William Raymond Philipson. Mackinlaya schlechteri ingår i släktet Mackinlaya och familjen Araliaceae. Inga underarter finns listade.